# Il tribuno (romanzo)
Il tribuno (Tribune of Rome) è un romanzo storico di Robert Fabbri, ed è il primo capitolo della saga Il destino dell'imperatore, una fiction storica che ha come protagonista Tito Flavio Vespasiano e dove personaggi e fatti reali si mischiano ad altri di fantasia; del resto l'autore, alla fine di ogni romanzo, indica ai lettori quali sono state le sue fonti e quali fatti sono realmente accaduti e quali inventati o modificati per rendere la trama più interessante.
Uscito per la prima volta nel 2011, è stato poi pubblicato in Italia l'anno seguente tramite la Newton Compton Editori. La sua trama verte sull'inizio del cursus honorum di Vespasiano in qualità di tribuno dell'esercito romano, da qui il titolo. Nel 2022, è stato ripubblicato come Il tribuno di Roma.

## Trama
Il libro è diviso in un prologo, ambientato a Falacrinae, nel 9 d.C., e di quattro parti:
1. Terme di Cotilia (o Aquae Cutiliae), 25 d.C.
2. Roma, quello stesso anno
3. La Via Aurelia, quello stesso anno
4. Tracia, primavera del 26 d.C.

### Sinossi
Novembre del 9 d. C. 
Nei pressi di Rieti nasce un bambino di nome Tito Flavio Vespasiano. Appartiene ad una famiglia di rango equestre, quindi non nobile ma benestante. La famiglia è composta dai genitori, Tito e Vespasia, dal fratello maggiore Sabino e da Tertulla, la nonna paterna. Come da tradizione viene tenuta una cerimonia per accogliere il nuovo venuto nella casa dei Flavi, durante la quale si tengono dei sacrifici propiziatori, ma accade un prodigio: dai sacrifici emerge che il bambino ha un grande avvenire, e diventerà persino imperatore. Una profezia molto pericolosa, perché sicuramente susciterebbe l'ira dell'imperatore Augusto e dei suoi successori; pertanto tutti fanno voto di non rivelare a nessuno la profezia, nemmeno allo stesso Vespasiano, per proteggerlo e permettere al suo destino di compiersi.
Passano gli anni. Nel 25 d.C., Vespasiano è un ragazzo di sedici anni cresciuto tra le tenute di campagna dei suoi genitori, presso Rieti, e dell'amatissima nonna Tertulla, nei pressi di Cosa. L'amministrazione delle tenute e la vita di campagna piacciono moltissimo al ragazzo, ma l'ambizione dei genitori è grande. Negli ultimi quattro anni Sabino ha prestato servizio in Pannonia ed Africa come tribuno nella IX Legione Hispana, ed è appena tornato a casa dopo il congedo dall'esercito. Ora i genitori vogliono che Sabino entri nell'Erario come magistrato inferiore mentre Vespasiano deve prestare a sua volta servizio come tribuno militare. Quest'ultimo non è d'accordo, ma la madre insiste che "non rimanga nell'ombra di suo fratello, perché entrambi i fratelli devono eccellere." Tito, che conosce i figli e sa che non sono mai andati d'accordo, li obbliga a mettere da parte le loro futili rivalità fraterne e a decidersi a collaborare per perseguire l'unica cosa che conti veramente per un romano: elevare la dignitas personale e della famiglia d'appartenenza. Questa forzata alleanza vede i due fratelli affrontare una banda di briganti che da qualche settimana compie furti di bestiame ed assassini di liberti nella tenuta dei Flavi. Grazie all'esperienza che Sabino ha maturato in fatto di guerriglia ed imboscate in Africa, i due fratelli riescono nell'intento: la banda di briganti è annientata e i due giovani finiscono perfino per salvarsi la vita a vicenda durante gli scontri. Nelle settimane successive, Sabino sottopone Vespasiano ad un intenso esercizio fisico per farlo eccellere nelle Legioni, mentre Vespasiano, viceversa, insegna a Sabino tutto quello che sa in fatto di contabilità.
Tra la fine del 25 e l'inizio del 26 d.C. la famiglia si trasferisce a Roma, ospite dello zio materno di Vespasiano. Si chiama Gaio Vespasio Pollione, il primo della famiglia a raggiungere il rango senatorio, soprattutto grazie alle sue amicizie con la famiglia imperiale. Scapolo e senza figli, Gaio vuole molto bene alla sorella e ai suoi nipoti, e quindi li presenta alla donna più potente dell'impero: Antonia, cognata dell'imperatore Tiberio. Antonia può favorire la carriera dei due fratelli, ma a condizione che si mettano al suo servizio e l'aiutino in un'impresa titanica: abbattere Elio Seiano, comandante della Guardia Pretoriana e braccio destro dell'imperatore. Seiano aspira al trono imperiale, ma non volendo scatenare una guerra civile, preferisce operare nell'ombra, con lo scopo ultimo di sposare una principessa imperiale e quindi divenire il legittimo successore di Tiberio, e con mille congiure e stratagemmi è riuscito ad eliminare molti membri della famiglia imperiale; le congiure di Seiano sono costate la vita, tra gli altri, a Druso, unico figlio naturale di Tiberio, e a Germanico, l'amatissimo figlio primogenito di Antonia. La donna combatte nell'ombra Seiano non solo per vendicare la morte del figlio, ma anche per vedere un giorno il nipote Gaio (Caligola) sul trono dei Cesari. Frequentando Antonia, Vespasiano conosce anche il grande amore della sua vita: Cenis, schiava e segretaria della matrona romana. Il loro è però un amore impossibile, perché la legge romana vieta il matrimonio tra una schiava o una liberta ed un cittadino di rango senatoriale, e i figli nati da una simile unione sarebbero considerati schiavi e non cittadini romani; eppure, l'unione tra i due durerà tutta la vita. Sempre a Roma, Vespasiano e la sua famiglia ha modo di conoscere la Fratellanza della Crocevia, guidati da Magno, accompagnato da Sesto e Mario, in realtà tutti al seguito indiretto di Gaio in quanto quest'ultimo in passato graziò Mario dall'arena dove era condannato con l'accusa di omicidio.
Dopo vari intrighi e pericoli (tra cui il rapimento di Cenis che viene recuperata da Vespasiano, Sabino e Caligola), Antonia fa in modo che Vespasiano sia nominato tribuno della IV Legione Scitica, di stanza in Tracia, dove regna Trifena, amica e cugina di Antonia (in quanto pronipote di Marco Antonio) e il figlio Retemalce. La donna lo fa per un preciso calcolo politico, in quanto sospetta che Seiano, per mezzo di un proprio uomo, stia finanziando la rivolta tracica contro Roma e la monarchia filoromana locale, allo scopo di tenere alcune legioni il più lontano possibile da Roma e dai suoi complotti. Vespasiano deve individuare l'uomo, che si chiama Asdro, e sbarazzarsene in maniera discreta. Il giovane tribuno non sarà solo, però, perché lo zio Gaio gli mette al fianco un'abile guardia del corpo: Magno, capo della confraternita del crocevia, che in passato ha servito sotto Gaio.
Prima di partire per la guerra, Vespasiano raggiunge l'amata nonna Tertulla, ormai ultraottantenne, che di sicuro non rivedrà al suo ritorno. Preoccupata, la nonna mette in guardia il ragazzo, anche perché suo marito (il centurione pompeiano Tito Flavio Petrone, che aveva combattuto a Farsalo) si era ritrovato coinvolto nelle guerre civili che posero fine alla Repubblica, dove aveva sostenuto la fazione perdente. Le parole di Tertulla riecheggeranno nella mente del nipote, anche se le comprenderà fino in fondo solo col passare degli anni:
Qualche mese dopo, il tribuno Vespasiano giunge in Tracia, dove verrà nominato tribuno insieme a Corbulone, e assegnato alla legione guidata dal centurione Fausto, e riuscirà infine a divenire ciò che i genitori volevano: un degno soldato di Roma. I problemi però iniziano con le dodici guide dei Celeti che vengono eliminate da dei ribelli che poi sostituiscono con altrettanti uomini. Capendo che vi sono dei traditori in mezzo al loro esercito, i tribuni Corbulone e Vespasiano (quest'ultimo affiancato da Magno), si apprestano ad affrontare i ribelli Celeti, guidati dal loro capo Corono. La battaglia contro di loro finisce con i due tribuni, il centurione e Magno che vengono presi prigionieri, e dopo che tentano invano di fuggire salvo poi venire catturati di nuovo, vengono condotti in una sorta di arena dove sono costretti a lottare tra di loro con le loro spade e scudi. Corono però ferma tutto quando nota il medaglione donato a Vespasiano da Cenis; risparmia così i quattro e li invita a un banchetto, dove rivela loro che aveva attaccato i Celeti e poi i romani perché era stato pagato da Rotece, un sacerdote suo compatriota, e da quello che si rivelerà Asdro, fedele sicario di Seiano.
Grazie alle informazioni fornite da Trifena, Vespasiano comprende infine l'identità del traditore, che si rivela essere Poppeo, e organizza in compagnia di Magno, Fausto e due legionari una spedizione per catturare Rotece. I cinque riescono a salvare Retemalce dalle grinfie del sacerdote, e quest'ultimo viene condotto al cospetto di Asinio, un senatore di Roma che si trovava anche lui in Tracia dove è stato assegnato; Asinio interroga Rotece e questi confessa che lui e Poppeo sono in combutta, confermando così i sospetti di Vespasiano. Poco dopo, però, l'accampamento romano dove si trovano i protagonisti e Poppeo viene attaccato dai Traci. Guidati da Pomponio Labeone, sostituto di Poppeo, i romani respingono a fatica l'ondata tracica, che si serve persino di donne che combattono a mani nude e con ferocia, mentre Vespasiano istruisce Magno a rubare dalle tende di Asdro e Poppeo i due scrigni contenenti le monete usate per pagare i ribelli per distruggere i romani e le pergamene che confermano gli ordini e i pagamenti.
Il giorno dopo la battaglia, Poppeo viene a sapere del furto e, infuriato, ordina ad Asdro di uccidere Asinio e tutti quelli che gli stanno vicino. Asdro cattura così Asinio, e quando Vespasiano, Magno e i littori arrivano per salvarlo, il sicario lo tiene sotto la sua lama e Kratos, il segretario greco di Poppeo, dà fuoco a tutte le pergamene, il che porta Asinio a gettarsi sulla spada di Asdro. Furiosi, i due protagonisti e i loro littori uccidono Asdro e le sue guardie del corpo, poi catturano Kratos, che rivela di aver saputo che Asinio voleva mandare Retemalce a Filippopoli dove questi sarebbe divenuto re della Tracia. Vespasiano uccide il segretario, quindi medita di mettere in salvo Retemalce che dovrà dirigersi sano e salvo a Filippopoli, in compagnia dei littori di Asinio, e al contempo fa tenere segreta la morte di quest'ultimo il più a lungo possibile, in modo che Poppeo creda che questi sia ancora vivo e abbia ancora le lettere. Quanto a Vespasiano e Magno, essi serviranno ancora nell'esercito romano in Tracia.

## Personaggi
- Vespasiano: protagonista della serie, in questo romanzo diviene tribuno della IV Legione Scitica.
- Sabino: fratello di Vespasiano, esperto militare, insegnerà le sue arti militari al fratello stesso. Ex tribuno della IX Legione e successivamente magistrato dell'erario pubblico.
- Tito: padre dei due protagonisti.
- Vespasia: madre dei due protagonisti.
- Gaio Vespasio Pollone: zio materno dei protagonisti, in quanto fratello di Vespasia. Senatore romano.
- Magno: capo della Fratellanza dei Crocevia, diventa amico e guardia del corpo di Vespasiano, in parte per riconoscenza verso Gaio Vespasio Pollione, che gli aveva salvato la vita in passato. Ha servito come legionario per sedici anni, combattendo in Germania, ed è anche un ex pugile e un'amante occasionale di Antonia.
- Corbulone: tribuno romano e coetaneo di Vespasiano. Aristocratico arrogante, è odiato da Magno per questo, ma è collega di Vespasiano e lo aiuta nelle sue missioni, al punto da diventarne un suo amico.
- Cenis: fedele serva di Antonia di origine traciche, diventa amante di Vespasiano, che la ricambia.
- Antonia: la donna più potente (al momento) dell'impero, cognata dell'Imperatore Tiberio e madre di Germanico. I suoi obiettivi sono sconfiggere Seiano e permettere al nipote Gaio di divenire il prossimo imperatore. Considera Cenis e Vespasiano come due di famiglia. Ha anche una relazione con Magno, essendo appassionata di pugilato.
- Tertulla: la nonna di Vespasiano e Sabino, ora ultraottantenne. Questo libro, di preciso nei capitoli ambientati a Cosa, segneranno la sua unica, ma importante, apparizione.
- Pallade: fedele servo di Antonia, è un faccendiere politico molto scaltro e intelligente. Ha la stima di tutti i protagonisti.
- Tiberio: Imperator di Roma, erede di Augusto. La sua, sebbene presenza piuttosto marginale in questo primo libro (dato che appare soltanto nei due capitoli dove i protagonisti si trovano al Circo Massimo per assistere alla corsa delle bighe), diverrà fondamentale nel secondo.
- Caligola: amico di Vespasiano durante il soggiorno di lui e del suo seguito a Roma, il suo vero nome è Gaio.
- Poppeo: generale romano, egoista, arrogante e molto ambizioso.
- Asdro: fedele sicario e spia al servizio di Seiano.
- Seiano: malvagio prefetto dei pretoriani. Ha una relazione con la figlia di Antonia, Livilla.
- Retemalce: giovane re della Tracia. Sua madre, la regina Trifernia, è parente ed alleata di Antonia.
- Rotece: un sacerdote tracio dal carattere vile e violento, che tenterà in tutto e per tutto di prendere il potere in Tracia, pur sapendo di essere in realtà è una pedina controllata dagli agenti di Seiano.
- Fausto: personaggio di fantasia, è un centurione prima lancia della IV Legione Scitica, e amico ed alleato di Vespasiano.
- Corono: personaggio di fantasia e re della tribù tracica dei Celi, compare solo nella parte finale del romanzo ma ricopre un ruolo importante. Inizialmente comanda un esercito di ribelli che attacca la colonna di rinforzi romani a cui si è unito Vespasiano. Sconfitto dai romani e addolorato per la morte di un figlio nella battaglia, cerca vendetta su alcuni prigionieri romani, tra cui Vespasiano; quando però nota che il tribuno porta un oggetto sacro per la sua tribù, interpretandolo come un segno divino, cambia idea e libera i prigionieri. Avrà un ruolo non indifferente per sventare la congiura di Seiano rivelando a Vespasiano e ai suoi amici che si era ribellato a Re Remetalce e a Roma perché costretto dal sacerdote Rotece e da Asdro. Nonostante vanti una parentela con Cenis, uno dei personaggi ricorrenti, verrà al massimo negli episodi successivi della saga, riappare dopo solo al penultimo capitolo.

## Edizioni
- Robert Fabbri, Il tribuno, traduzione di Giampiero Cara, Nuova Narrativa Newton, Newton Compton, 9 febbraio 2012,  p. 380, ISBN 978-88-541-3573-4.
- Robert Fabbri, Il tribuno, traduzione di Giampiero Cara, n. 34, Gli Insuperabili, Newton Compton, 18 settembre 2014,  p. 374, ISBN 978-88-541-7415-3.
- Robert Fabbri, Il tribuno di Roma, traduzione di Giampiero Cara, Newton Compton, 3 febbraio 2022,  p. 384, ISBN 978-88-227-6186-6.